# 田沃境天后宮
田沃境天后宮位於中華民國福建省連江縣莒光鄉田沃村，主祀天上聖母，陪祀神為天蓬元帥與洪大王。目前的廟宇重修於2009年，為一閩南式鋼筋水泥建築。